# Fighting Warrior
Fighting Warrior è un videogioco pubblicato da Melbourne House nel 1985 per home computer ZX Spectrum, Commodore 64, Commodore 16 e Amstrad CPC, sviluppato da Studio B Ltd, filiale britannica della Melbourne. Il videogioco è un picchiaduro ambientato nell'antico Egitto, in cui un faraone deve salvare la propria principessa, affrontando una serie di creature mitologiche che l'hanno catturata.

## Creature principali
- Faka - Metà uomo, metà cavallo. Il suo attacco principale è paralizzare l'avversario utilizzando incomprensibili formule.
- Chakmoot - Il cigno ferale.
- Caast - Si trasforma in cespuglio per attaccare indisturbato.
- Ket - Stordisce i nemici suonando uno strumento musicale di un altro piano.
- Skuut - Combatte lanciando rudimentali bombe intelligenti fatte di carne umana.